# Daniel Anthony Hart
Daniel Anthony Hart (* 24. August 1927 in Lawrence, Massachusetts, USA; † 14. Januar 2008) war römisch-katholischer Bischof von Norwich.

## Leben
Daniel Anthony Hart studierte Katholische Theologie, Betriebswirtschaft und Pädagogik am Boston College, St. John’s Priesterseminar in Brighton und an der Boston State, der heutigen University of Massachusetts Boston. Am 2. Februar 1953 empfing er die Priesterweihe in Boston, Massachusetts, USA.
1976 wurde er von Papst Paul VI. zum Titularbischof von Tepelta und zum Weihbischof in Boston ernannt. Die Bischofsweihe spendete ihm am 18. Oktober 1976 der Erzbischof von Boston, Humberto Sousa Kardinal Medeiros; Mitkonsekratoren waren die Bostoner Weihbischöfe Thomas Joseph Riley und Lawrence Joseph Riley. 1997 erfolgte durch Papst Johannes Paul II. die Ernennung zum Bischof von Norwich. 2003 nahm Papst Johannes Paul II. das altersbedingte Rücktrittsgesuch von Daniel Anthony Hart an.
Er starb an den Folgen einer Krebserkrankung.